# 小林俊一
小林 俊一（こばやし しゅんいち、1933年1月2日 - 2012年11月15日）は、日本のテレビプロデューサー、演出家。フジテレビジョンなどで活躍した。

## 人物
山梨県出身。山梨県立甲府第一高等学校を経て日本大学芸術学部卒業。フジテレビジョンに1期生として入社。
1967年に渥美清とともに、コメディドラマ『おもろい夫婦』を成功させた。
渥美清を山田洋次に紹介し、連続ドラマの脚本執筆を依頼した、いわばドラマ・映画『男はつらいよ』の「生みの親」である。
1968年のテレビドラマ『男はつらいよ』で演出を手掛けた。同年8月27日、作詞家の星野哲郎に、渥美清が歌う主題歌『男はつらいよ』の作詞を依頼した。1969年公開の映画『続・男はつらいよ』では、山田洋次、宮崎晃と共同で脚本を書いた。のちに映画『男はつらいよ』シリーズでも初期は制作でのちに企画を担当し、第4作『新・男はつらいよ』では監督を務めた。
現場主義を貫き、管理職昇進の話を固辞してフジテレビを退社後の1981年（昭和56年）8月、ドラマ制作会社「株式会社彩の会」（さいのかい）を立ち上げ、代表取締役になってもテレビドラマの演出に携わった。彩の会にはフジテレビの機構改革によってフジプロダクションを解雇された旧小林班のスタッフも多数移籍している。
この他にも代表作として田宮二郎主演のテレビドラマ『白い巨塔』などがある。
フジテレビ編成局に在籍していた1985年9月、短銃を不法所持していた銃砲刀剣類所持等取締法違反の現行犯で逮捕され、書類送検された。
日本映画テレビプロデューサー協会常務理事も務めた。
2012年11月15日、心不全のため死去。79歳没。
ピーク時には7億円の年商を計上していた彩の会は、2013年9月18日、東京地方裁判所から破産開始決定を受けた。負債総額は1億7000万円であった。
負債の殆どは未払いの自身の給与であった。
なお、小林の死後、子息の「小林浩司」が再度同名の「株式会社彩の会」を立ち上げ、過去作品の管理および引き続きのドラマ制作を行っている。